# Брамбо, Роберт
Роберт С. Брамбо (англ. Robert S. (Sherrick) Brumbaugh; 2 декабря 1918, Орегон, Иллинойс — 14 июля 1992, Коннектикут) — американский учёный, специалист по древнегреческой философии, метафизике, философии образования. Эмерит-профессор философии Йеля.
Окончил Чикагский университет, получив в 1938 году степени бакалавра и магистра искусств. В 1942 году получил степень доктора философии по философии за диссертацию «Роль математики в платоновой диалектике» (научный руководитель Ричард Маккеон).
В 1943—1946 годах военнослужащий США.
В 1946—1948 годах преподаватель Боудин-колледжа, в 1948—1950 годах — Индианского университета, с 1951 года — Йельского университета, с 1961 года профессор, с 1988 года — в отставке.
В 1962—1963 году — научный сотрудник Американской школы классических исследований в Афинах (en:American School of Classical Studies at Athens).
Был президентом Метафизического общества Америки (en:Metaphysical Society of America).